# Chinook (software)
Chinook es un programa de ordenador  que juega a las damas. Se desarrolló entre 1989 y 2007 en la Universidad de Alberta, por un equipo dirigido por Jonathan Schaeffer y formado por Rob Lake, Paul Lu, Martin Bryant, y Norman Treloar.

## Campeonato Mundial Hombre vs. Máquina
Chinook es el primer programa de ordenador en ganar el título de campeón mundial en una competición contra humanos. En 1990 consiguió el derecho de jugar en el Campeonato Mundial humano siendo el segundo frente a Marion Tinsley en los Nacionales de Estados Unidos. Al principio la Federación Americana de Damas (ACF) y la Asociación de Damas Inglesa (EDA) estaban en contra de la participación de un ordenador en un campeonato humano. Cuándo Tinsley rechazó su título como protesta, ACF y EDA crearon el título del Campeonato Mundial Hombre vs. Máquina y la competición procedió. Tinsley ganó a Chinook por 4 a 2, con 33 empates.
En un juego posterior, Chinook fue declarado vencedor del campeonato frente a Marion Tinsley después de 6 partidas empatadas ya que Tinsley tuvo que retirarse debido a un cáncer de páncreas diagnosticado. Aunque Chinook se convirtió en el campeón del mundial, nunca ganó al mejor jugador de damas de todos los tiempos, Tinsley, que era significativamente superior incluso a sus contrincantes más cercanos.
En 1995, Chinook defendió su título contra Don Lafferty en un juego de 32 empates. La puntuación final fue 1–0 con 31 empates para Chinook sobre Lafferty.  Después de la partida, Jonathan Schaeffer decidió no dejar a Chinook competir más, para intentar resolver partidas de damas. Hasta el momento, ha sido valorado en 2814 Elo.

## Algoritmo
El algoritmo de programa de Chinook incluye un libro de apertura, una biblioteca de los movimientos de apertura de partidas jugadas por grandes maestros; un algoritmo de búsqueda en profundidad; una función de evaluación de buenos movimientos; y una base de datos para todas las  posiciones con ocho piezas o menos. La función lineal de evaluación artesanal considera varias características del tablero de juego, incluyendo el número de piezas, de reyes, reyes atrapados, ruta sin obstáculos para ser rey y otros factores menores. Todo el conocimiento de Chinook estuvo programado por sus creadores, más que aprendidos con inteligencia artificial.

## Cronología
- 1997 - Jonathan Schaeffer escribe un libro sobre Chinook llamado One Jump Ahead: Challenging Human Supremacy in Checkers.  Una versión actualizada del libro se publicó en noviembre de 2008.
- 24 de mayo de 2003 - Chinook completa su base de datos de 10 piezas con 5 piezas en cada lado.
- 2 de agosto de 2004 - El equipo de Chinook anuncia que el torneo abre con un empate, con los resultados 10–14, 22–18 y 12–16.
- 18 de enero de 2006 - El equipo de Chinook anuncia que los resultados 09–13, 21–17 y 05–09 es un empate.
- 18 de abril de 2006 - El equipo de Chinook anuncia que los resultados 09–13, 22–17 y 13–22 es un empate.
- 10 de marzo de 2007 - Jonathan Schaeffer anuncia (en la conferencia de ACM SIGCSE de 2007) que se espera una solución final para las damas en 3 a 5 meses.
- 19 de julio de 2007 - La revista Science publica el artículo del equipo de Schaeffer "Checkers Is Solved" ("Las damas están resueltas").